# Hilario Nava y Caveda
Hilario Nava y Caveda (Gijón, 14 de gener de 1827 - Madrid, 28 de desembre de 1889) fou un enginyer militar i polític asturià, diputat a Corts espanyoles durant la restauració borbònica i acadèmic de la Reial Acadèmia de Ciències Exactes, Físiques i Naturals.

## Biografia
Estudià a l'Escola d'Enginyers Militars
Inspector General del Cos d'Enginyers de l'Armada i Director de l'Escola Especial d'aquest Cos a Ferrol. Fou president de la Junta Especial de Construccions Navals i vocal de la Junta Superior Consultiva de Marina, i com a enginyer en 1863 fou l'autor dels plànols de la fragata blindada Numancia, la primera en fer la volta al món.
Fou elegit diputat del Partit Conservador a les eleccions generals espanyoles de 1879, 1881 i 1884. Durant el seu mandat participà en la redacció del Codi de Comerç. També fou secretari general del Ministeri de Marina d'Espanya i ministre militar del Consell Suprem de l'Armada. També fou vicepresident de la Societat Geogràfica de Madrid. En 1874 fou escollit acadèmic de la Reial Acadèmia de Ciències Exactes, Físiques i Naturals, però va morir abans de prendre possessió de la plaça. Entre altres condecoracions, va rebre l'encomana de nombre de l'Orde de Carles III, la gran creu de l'Orde d'Isabel la Catòlica la Gran Creu del Mèrit Naval amb distintiu blanc i la placa i Gran Creu de l'Orde de Sant Hermenegild.